# پرواز به میامی
پرواز به میامی یا سفر پر ماجرا با نام اصلی برو دنبالش (به ایتالیایی: Nati con la camicia) (به انگلیسی: Go For It) فیلمی ایتالیایی در سبک کمدی و نقیضه‌ای از فیلم‌های جاسوسی به کارگردانی انتسو باربونی است که در سال ۱۹۸۳ منتشر شد. ترنس هیل و باد اسپنسر هنرپیشگان اصلی این فیلم هستند.
این فیلم با نام‌ سفر پر ماجرا در ایران دوبله و پخش شده است.

## خلاصه داستان
داستان فیلم در مورد دو مرد است که در موقعیتی عجیب با یکدیگر آشنا می‌شوند و ابتدا آن‌ها را به جای دو سارق و سپس به جای مأموران سرویس مخفی اشتباه می‌گیرند.